# バーント・オーク駅
バーント・オーク駅（バーント・オークえき、英語：Burnt Oak tube station）はロンドン北部郊外、バーネット・ロンドン特別区、バーント・オークにあるロンドン地下鉄の駅である。 
当駅はノーザン線エッジウェア支線のコリンデイル駅とエッジウェア駅の間にあり、トラベルカード・ゾーン4に含まれる。

## 歴史
当駅はスタンレー・ヒープス設計により、1924年10月27日、ハムステッド・アンド・ハイゲート線と仮称されていたヘンドン・セントラル駅からエッジウェアまでの延伸線上に、同延伸線開業の2ヶ月後に開業した。 開業時の駅舎は仮設のもので、本設の駅舎は1925年に完成している。.

## 運行状況
時間帯によって運転頻度は異なるが、午前6時台から午前0時台までおおむね3から7分間隔で列車が運転されている。

## バス路線
ロンドンバス114、204、251、302、305と深夜バスN5が当駅を経由する。

## ギャラリー

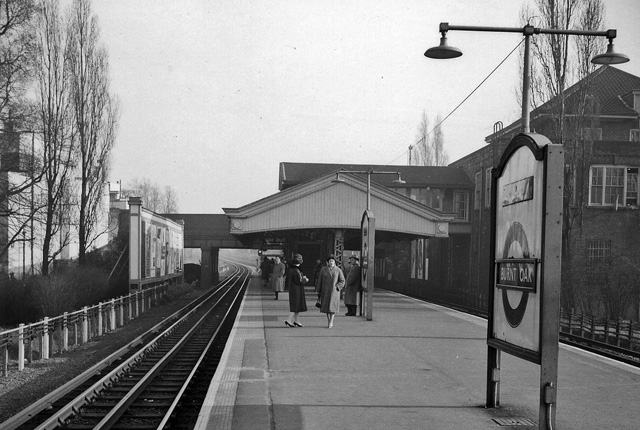
ゴルダーズ・グリーン方面、南東を見る。1961年撮影
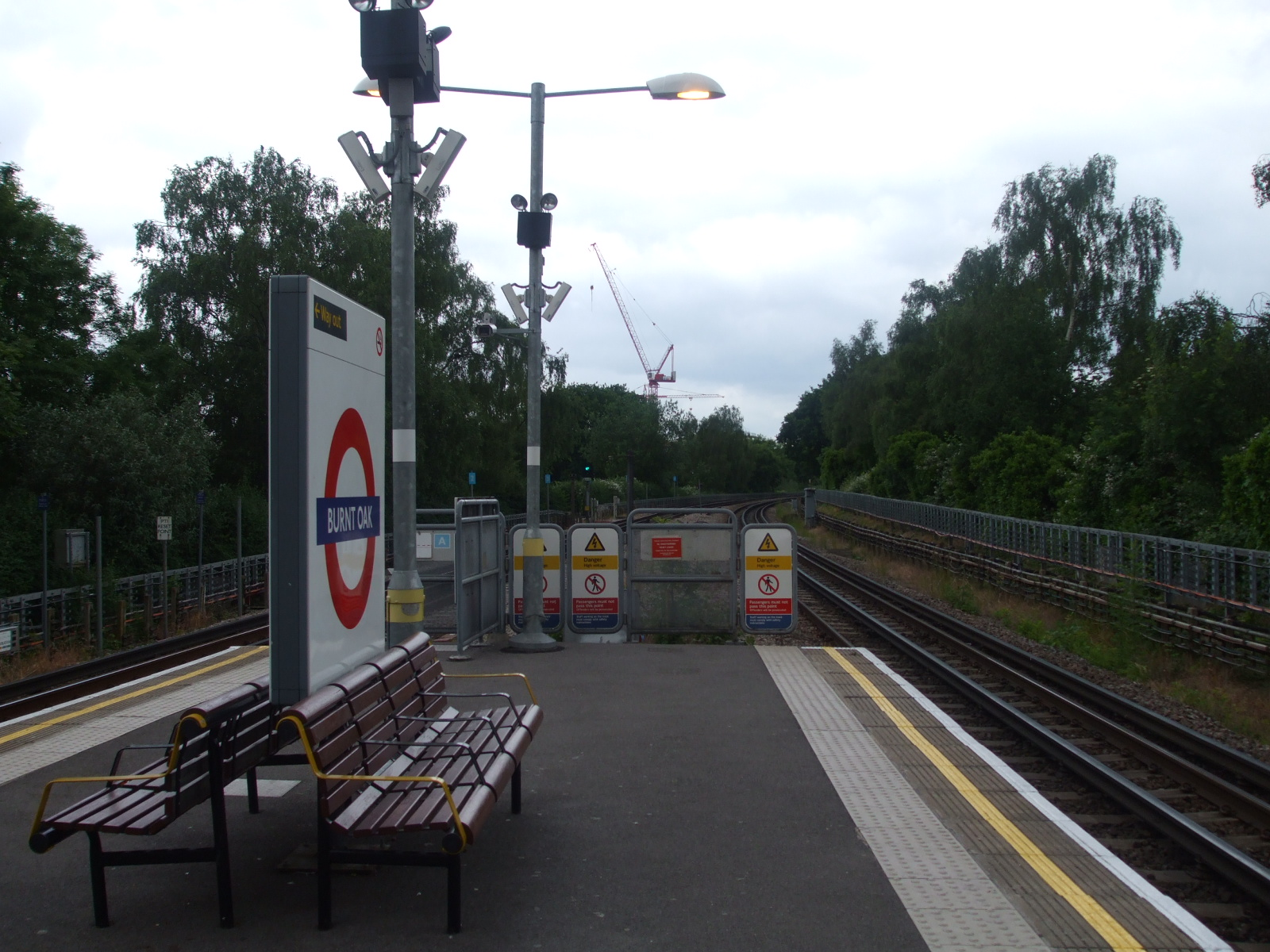
ホーム北側を見る
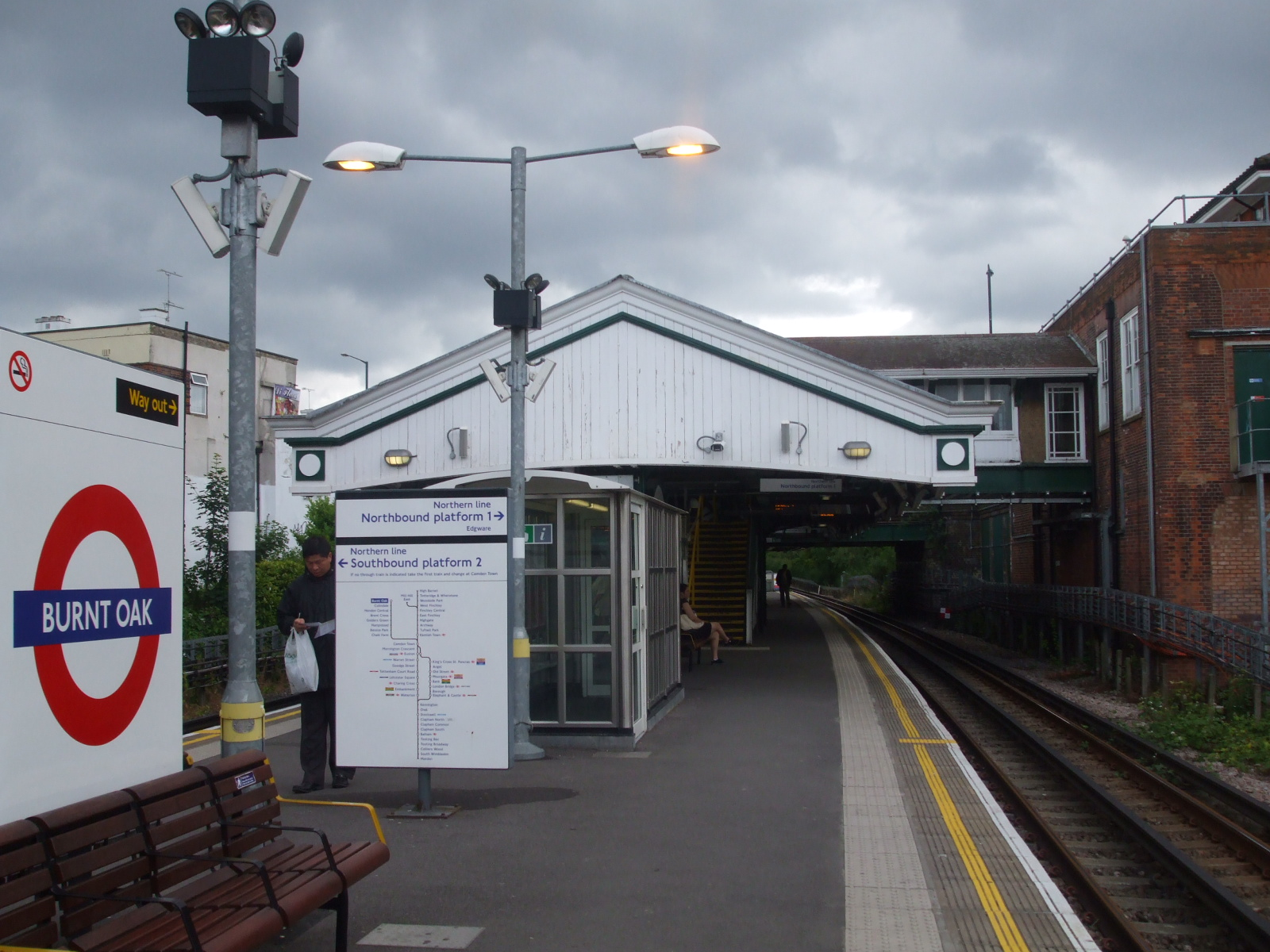
ホーム南側を見る
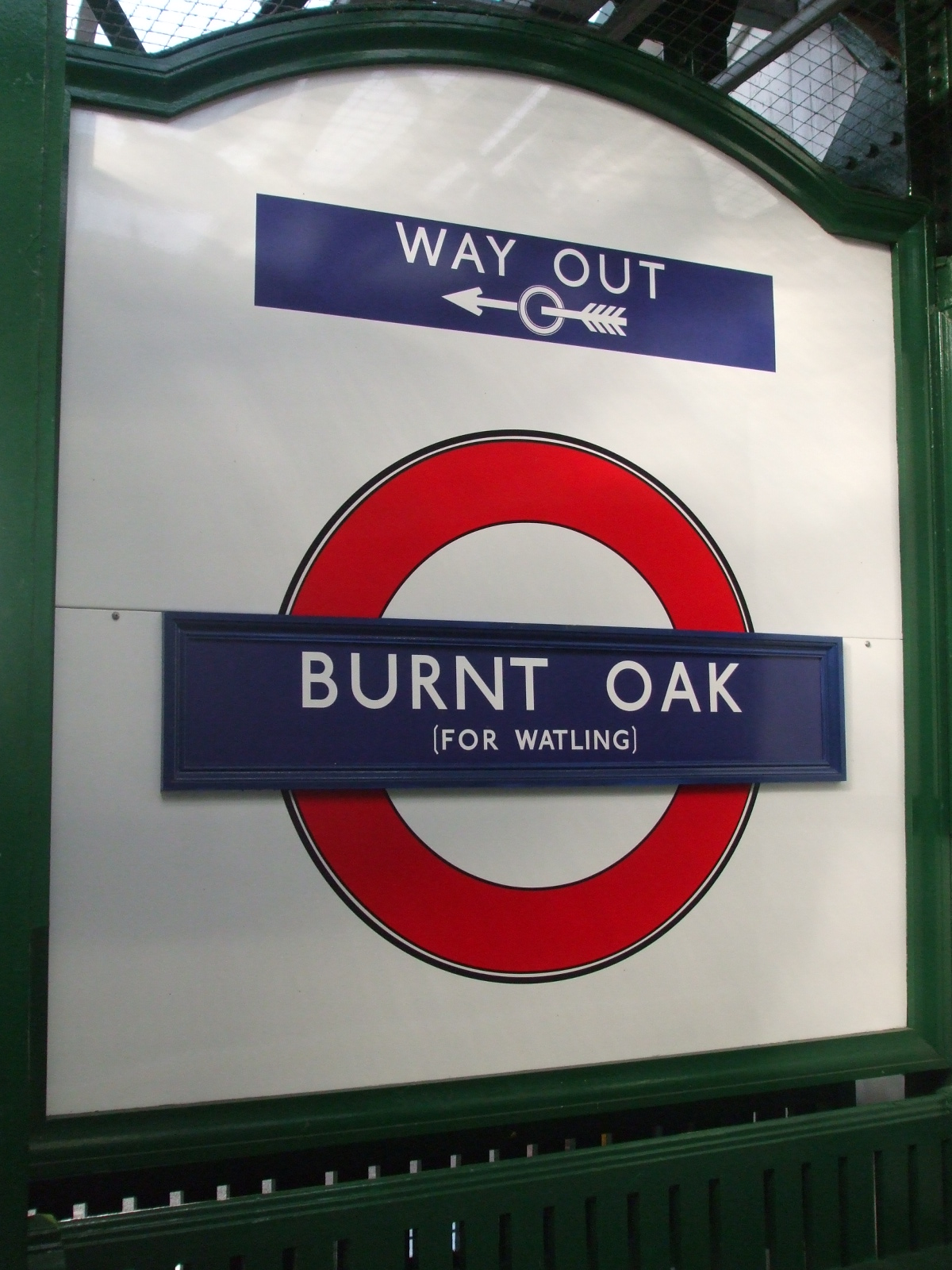
「バーント・オーク　（ウォトリング方面）」と書かれた駅名標